# Славен Белупо
«Славен Белупо» (хорв. Nogometni Klub Slaven Belupo Koprivnica) — хорватский футбольный клуб из города Копривница, выступающий в 1-й хорватской футбольной лиге. Основан 20 августа 1912 года. Домашние матчи проводит на стадионе «Градски», вмещающем 3 134 зрителей.
Принимал участие в розыгрыше Кубка УЕФА 2008/09.

## История
Первый футбольный клуб в Копривнице появился в июне 1907 года, когда была сформирована студенческая команда, получившая название Đački nogometni klub (Студенческий футбольный клуб). Название «Славен» впервые появилось, когда спортивный клуб, называющийся HŠK Slaven, был основан членами семьи Фридрих 20 августа 1912 года, и именно эта дата считается днём основания современного клуба. В 1920 году клуб выиграл региональный чемпионат Хорватии. Славен был впоследствии переименован в HŠK Victorija, но вскоре расформирован в связи с финансовыми проблемами, и в Копривнице не было своего футбольного клуба в течение четырёх лет: с 1926 года по 1930 год.
Между 1930 годом и 1945 годом, клуб был выступал под названиями HŠK Koprivnica, HŠK Danica и RNHŠK Sloga. В период с 1953 год по 1958 год, клуб назывался SD Podravka и был переименован в NK Slaven. Название «Славен» остаётся до настоящего времени, к нему добавляется только название главного спонсора. С 1992 года по 1994 год клуб назывался NK Slaven Bilokalnik , после чего получил текущее название, заключив спонсорское соглашение с располагающейся в Копривнице фармацевтической компанией Belupo.
Славен получил право выступать в высшей лиге Хорватии в 1997 году и с тех пор ни разу не покидал её.
В 2007 году клуб вышел в финал кубка Хорватии после победы над предыдущим обладателем «Риекой» со счётом (3:2) во втором полуфинальном матче, выйдя в финал на «Динамо» (Загреб). Несмотря на поражение (2:1) в финале, «Славен» впервые в своей истории получил право выступить в кубке УЕФА, поскольку «Динамо» уже квалифицировалось в розыгрыш Лиги Чемпионов, заняв первое место в чемпионате страны.
28 августа 2008 года «Славен» пробился в первый раунд кубка УЕФА 2008-09, переиграв по сумме двух матчей греческий «Арис» со счётом (2:1), установив таким образом наивысшее достижение клуба в еврокубках.

## Достижения
- Серебряный призёр чемпионата Хорватии: 2007/08
- Бронзовый призёр чемпионата Хорватии: 2011/12
- Финалист Кубка Хорватии (3): 2006/07, 2015/16[англ.], 2024/25

## Выступления в Еврокубках
| Сезон     | Турнир           | Раунд       | Страна            | Клуб            | Дома | В гостях | Всего |
| --------- | ---------------- | ----------- | ----------------- | --------------- | ---- | -------- | ----- |
| 2007/2008 | Кубок УЕФА       | 1 кв. раунд | Албания           | Теута           | 6-2  | 2-2      | 8-4   |
|           |                  | 2 кв. раунд | Турция            | Галатасарай     | 1-2  | 1-2      | 2-4   |
| 2008/2009 | Кубок УЕФА       | 1 кв. раунд | Мальта            | Марсашлокк      | 4-0  | 4-0      | 8-0   |
|           |                  | 2 кв. раунд | Греция            | Арис            | 2-0  | 0-1      | 2-1   |
|           |                  | 1 раунд     | Россия            | ЦСКА            | 1-2  | 0-1      | 1-3   |
| 2012/2013 | Лига Европы УЕФА | 2 кв. раунд | Северная Ирландия | Портадаун       | 6-0  | 4-2      | 10-2  |
|           |                  | 3 кв. раунд | Испания           | Атлетик Бильбао | 2-1  | 1-3      | 3-4   |